# Aciphylla subflabellata
Aciphylla subflabellata är en flockblommig växtart som beskrevs av Walter Reginald Brook Oliver. Aciphylla subflabellata ingår i släktet Aciphylla och familjen flockblommiga växter. Inga underarter finns listade i Catalogue of Life.

## Bildgalleri

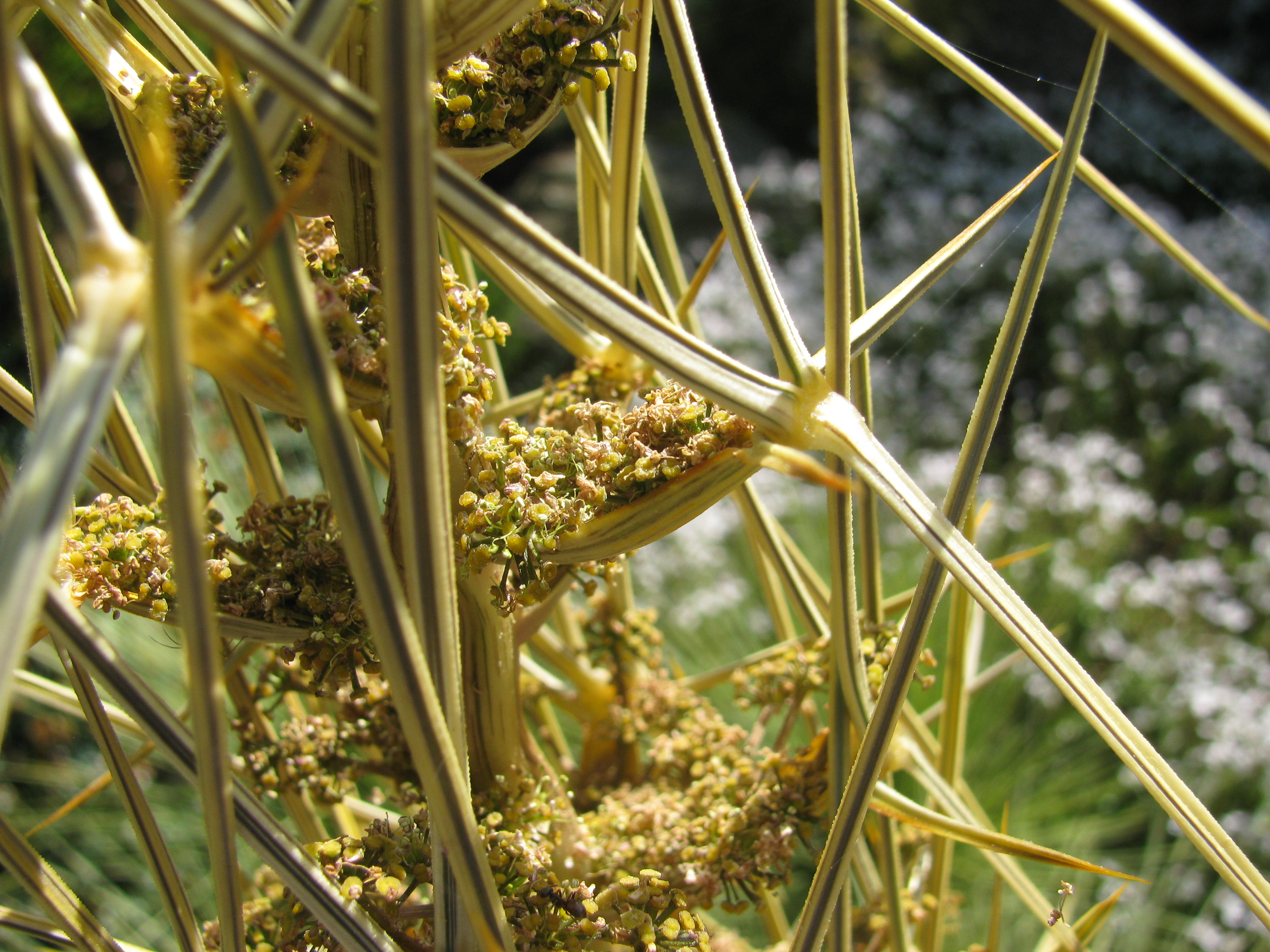
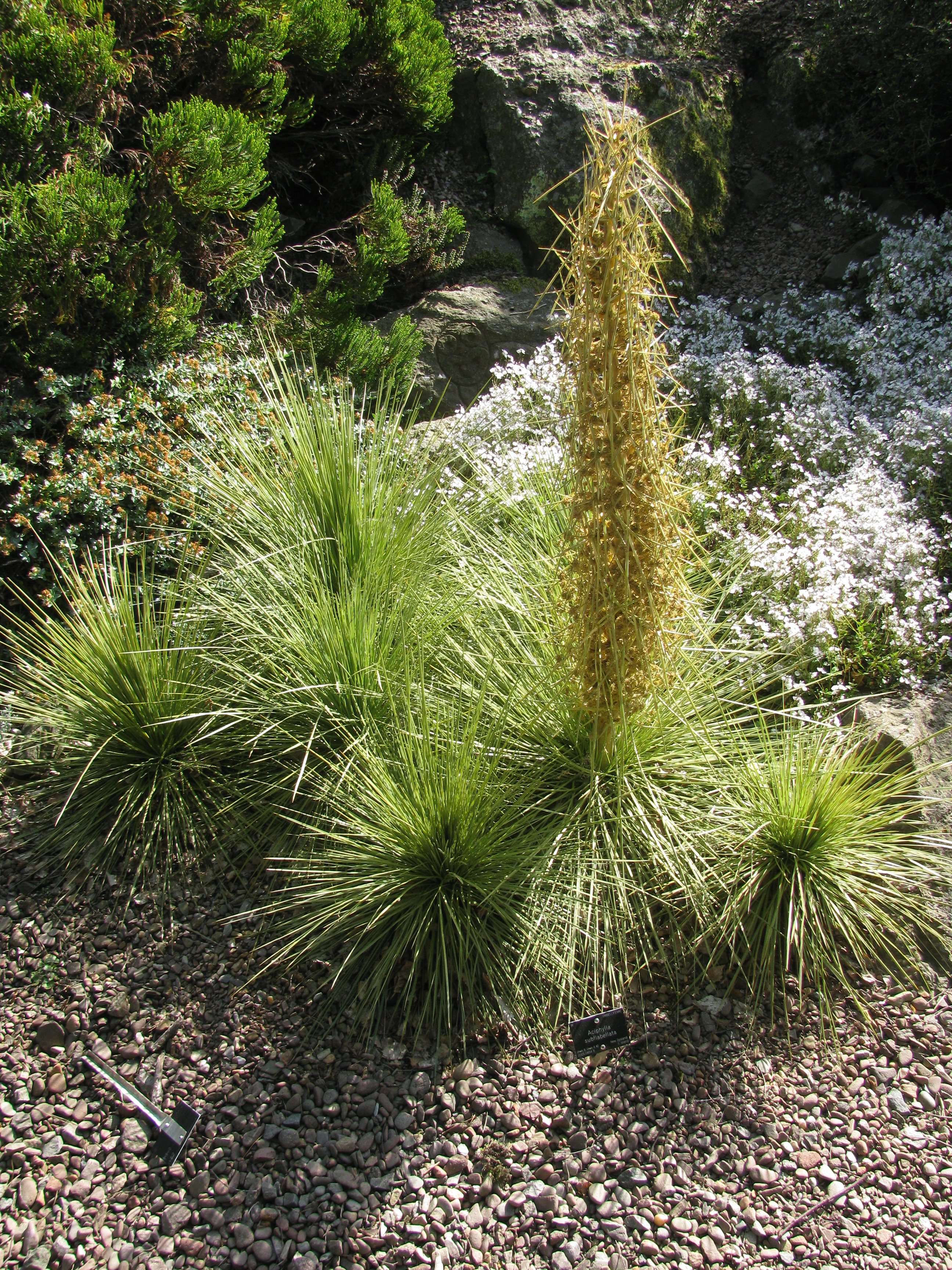